# 烘托
烘托，是一種文學手法。藉著描寫甲事物，以渲染、強調乙事物；或藉著描寫同一事物的某一方面，以渲染、強調另一方面。可分為陪襯烘托、對照烘托、反襯烘托三類。

## 特性
- 常用於文學性強的文章。
- 常藉助對比、襯托等手法來實現。

## 分類

### 陪襯烘托（側面烘托）
- 定義：將甲、乙兩個事物放在一起描寫，著墨側重於乙，以乙襯甲，藉以對甲事物進行渲染和強調。從側面著墨的事物與被烘托的事物之間，不存在對照或反差關係。
- 舉例說明：
  - 方苞〈左忠毅公軼事〉：藉著寫配角史可法從旁烘托主角左光斗，以凸顯左光斗的忠毅精神和為國舉才之用心。著重寫史可法時並非刻意使之與左光斗相對照，而其性格亦非與左光斗有反差。
  - 〈陌上桑〉：寫羅敷的美，不直接描寫羅敷本身，偏從羅敷使用的器具、服飾及旁人見羅敷的反應來間接烘托。

### 對照烘托
- 定義：將兩種事物或一種事物的兩種性狀放在一起加以對照，顯示出差異，使描寫主要事物得到渲染和強調。
- 舉例說明：
  - 劉鶚〈明湖居聽書〉：琴師、黑妞、白妞技藝一者高過一者的差異：藉寫男子琴藝之高，凸顯黑妞曲藝之精；再藉黑妞曲藝之精，凸顯白妞曲藝之妙。

### 反襯烘托
- 定義：將某一事物從反方向與主體事物進行比照，使之形成鮮明的反襯，從而使主體事物得到渲染和強調。
- 舉例說明：
  - 「八月蝴蝶來，雙飛西園草，感此傷妾心，坐愁紅顏老。」（李白〈長干行〉）── 以雙飛的蝴蝶烘托出思婦形單影隻的孤單寂寥。
  - 「蟬噪林逾靜，鳥鳴山更幽。」（王籍〈入若耶溪〉）── 以蟬聲及鳥鳴烘托山林的幽靜。